# Pałac Królowej w Antananarywie
Pałac Królowej, także: pałac Królowej Ranavalony I (fr. Palais de la Reine, malg. Rova Manjakamiadana) – królewski kompleks pałacowy (malg. Rova) w Antananarywie, stolicy Madagaskaru, który służył jako siedziba władców z Królestwa Merina w XVII i XVIII wieku. Stanowił duchowe centrum ludu Merina. Pałac spłonął doszczętnie w 1995 roku, w 2005 pod egidą UNESCO rozpoczęta została odbudowa .

## Historia
Zbudowany na podstawie projektu szkockiego misjonarza Jamesa Camerona dla królowej Ranavalony I Okrutnej. Rozbudowany w 1867 roku podczas panowania Ranavalony II.